# Charles B. Blankart
Charles Beat Blankart (* 20. Mai 1942 in Luzern; † 29. Oktober 2023 in Berlin) war ein Schweizer Volkswirtschafter. Seine Forschungsgebiete waren insbesondere Finanzwissenschaft, Neue Politische Ökonomie und Föderalismus.

## Leben
Blankart wurde 1969 in Basel zum Dr. rer. pol. promoviert und habilitierte sich 1976 an der Universität Konstanz. Er war Mitglied der Zofingia. Zwei Jahre später folgte er einem Ruf als Professor an die Freie Universität Berlin. 1978 wurde er Professor an der Universität der Bundeswehr München. 1985 wechselte er an die Technische Universität Berlin, von 1992 bis 2010 war er als Professor an der Humboldt-Universität zu Berlin tätig.
Blankart hatte darüber hinaus Gastprofessuren am Center for Study of Public Choice VPI in Blacksburg, Virginia (1973/74), am Wissenschaftszentrum Berlin (1981), am Center for Study of Public Choice der George Mason University in Fairfax, Virginia sowie 1985 und 1998 an der Universität Rom (La Sapienza). Darüber hinaus war er Hayek-Gastprofessor an der Wirtschaftsuniversität Wien. Ab 2011 war er Senior-Professor an der Humboldt-Universität zu Berlin und Ständiger Gastprofessor an der Universität Luzern.
Blankart war Mitglied des Wissenschaftlichen Beirats beim deutschen Bundesministerium für Wirtschaft, Mitglied der Mont Pèlerin Society, der Friedrich A. von Hayek-Gesellschaft und des Schweizerischen Zofingervereins. Zudem gehörte er dem Vorstand des European Center for Public Choice und des Instituts für Unternehmerische Freiheit an. Er war Gründungsmitglied der European Public Choice Society 1971 und übernahm als Präsident deren Vorsitz 1984/85. Er saß im Beirat des Liberalen Instituts in Zürich. Bis 2011 war als Mitglied des Wissenschaftlichen Arbeitskreises für Regulierungsfragen bei der deutschen Regulierungsbehörde für Telekommunikation und Post tätig.
Charles Blankart war der Bruder des ehemaligen Schweizer Diplomaten Franz Blankart. Er war von 2010 bis 2019 Verwaltungsratsmitglied der familieneigenen BLANKART & CIE Aktiengesellschaft.

## Sonstiges
Im September 2013, kurz vor der Bundestagswahl 2013, forderten einige Politiker von der SPD und den Grünen Wirtschaftsminister Philipp Rösler auf, Massnahmen gegen zwei Mitglieder des wissenschaftlichen Beirats beim Bundeswirtschaftsministerium zu ergreifen, namentlich gegen Blankart und Roland Vaubel, da diese auch im Wissenschaftlichen Beirat der AfD tätig waren.
Die stellvertretende Vorsitzende der Grünen-Fraktion Kerstin Andreae sagte, die Unabhängigkeit des Beirats sei gefährdet, wenn die beiden Professoren für die AfD im Wahlkampf aufträten. Der europapolitische Sprecher der SPD, Michael Roth, liess sich mit den Worten zitieren: „Über Neubesetzungen im BMWi-Beirat wird bald eine sozialdemokratisch geführte Bundesregierung entscheiden. Dass Herr Vaubel diesem Gremium dann noch angehört, können wir schon jetzt ausschließen.“
Der Vorsitzende des Beirats, der Kölner Ökonomieprofessor Achim Wambach, wies diese Forderung zurück; er sagte: 
„Die Aufforderung an ein Mitglied, wegen seiner politischen Tätigkeit auszutreten oder das Amt ruhen zu lassen, würde den Verdacht nahelegen, dass der Beirat gerade nicht unabhängig von der Regierung sei“. Für ihn stehe ausser Frage, dass der Beirat „nicht Stellung im Bundestagswahlkampf“ beziehe. Die nächsten Gutachten würden erst nach der Wahl erscheinen.
Nach dem politischen Richtungswechsel der AfD trat Blankart am 7. Juli 2015 aus dem Wissenschaftlichen Beirat der AfD aus. Blankart war nie Mitglied der AfD.

## Auszeichnungen
- 2013: Röpke-Preis für Zivilgesellschaft des Liberalen Instituts